# Čad (jezero)
Čad je veliko plitko slatkovodno jezero u središnjoj Africi, smješteno na rubu pustinje Sahare, okruženo državama Čad, Kamerun, Niger i Nigerija. Jezero je ekonomski važno kao izvor pitke vode za oko 20 milijuna ljudi koji žive na njegovim obalama. Preko 90% vode u jezero utječe rijekom Chari, (tj. njenom glavnom pritokom Logone), a dio pritječe i rijekom Yobe. Oko polovice površine jezera zauzimaju brojni mali otoci.
Prema jezeru je nazvana država Čad, a na lokalnom jeziku riječ Čad označava "veliku površinu vode".
Jezero je ostatak Velikog čadskog mora.
Prema podacima UN-a jezero se smanjilo za oko 95% u vremenu od 1963. do 1998. iako satelitski podaci za 2007. pokazuju povećanje jezera. Nekada je ovo jezero bilo jedno od najvećih na svijetu, ali se tijekom posljednja četiri desetljeća znatno smanjilo. Tijekom 1960-ih, površina jezera je bila veća od 26.000 km². Godine 2000. pala je ispod 1.500 km². Uzrok smanjenja jezera su oskudnije padavine i pojačano korištenje voda ovog jezera i njegovih pritoka za navodnjavanje. U spomenutom periodu stanovništvo bazena jezera se udvostručilo, a navodnjavanje je učetverostručeno u periodu od 1983. do 1994. Dubina jezera varira sezonski, dok plovidba nije moguća.

## Vanjske poveznice
|  | Zajednički poslužitelj ima još gradiva o temi Čad (jezero) |

- Rekonstrukcija velikog jezera Čada pomoću satelitskih snimaka (engl.)